# Tigers de Texas Southern
Les Tigers de Texas Southern (en anglais : Texas Southern Tigers) sont un club omnisports universitaire de l'Université de Texas Southern.

## Joueurs notables

### Football américain
- Michael Strahan